# Aviaexpress

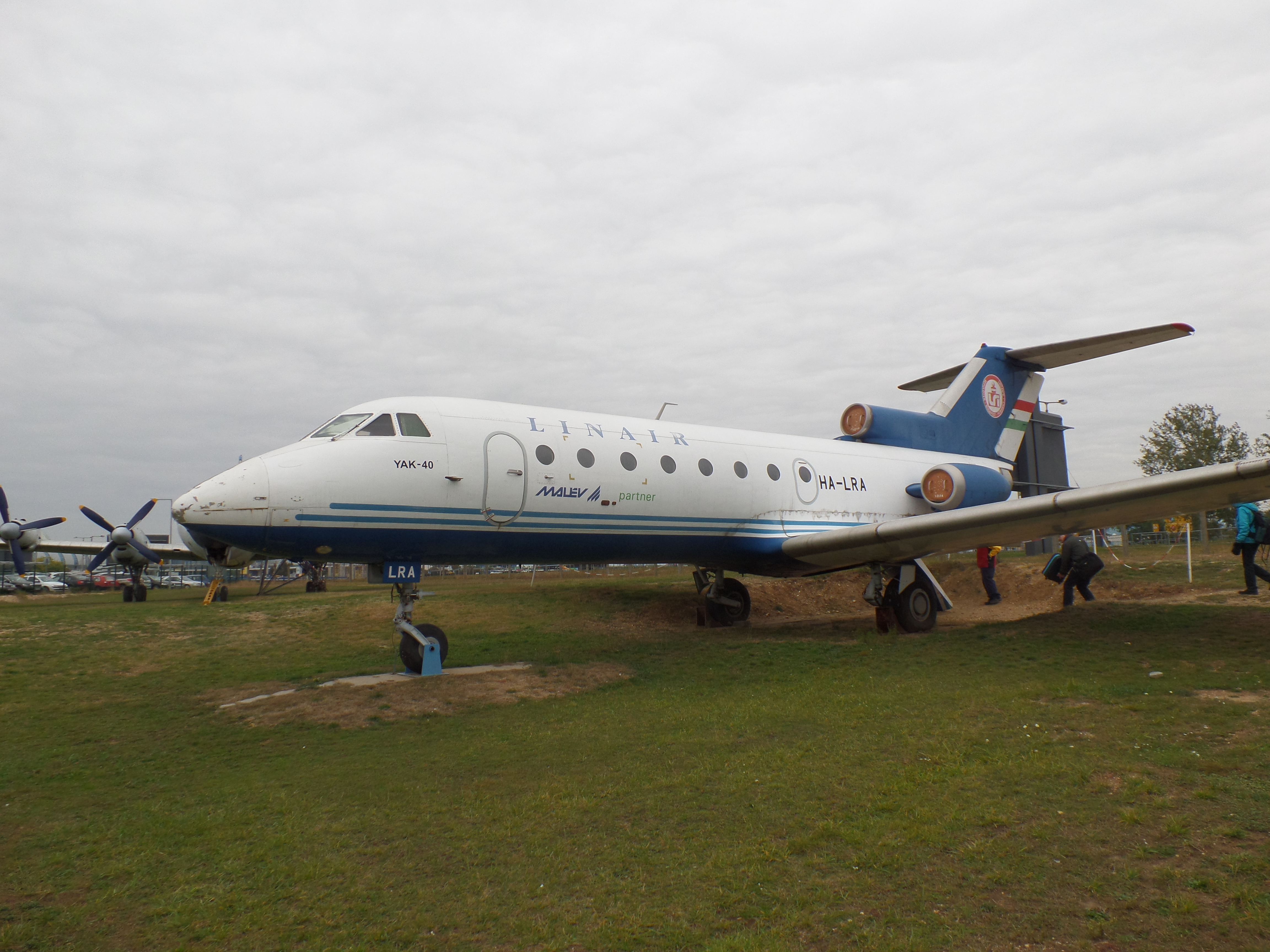
A HA-LRA lajstromjelű Jak–40E az Aeroparkban már LinAir jelzéssel

Az Aviaexpress (IATA-kód: RX, ICAO-kód: AEH), teljes nevén Aviaexpress Légiközlekedési és Szolgáltató Kft. megszűnt magyar regionális légitársaság, amely 1990–2004 között működött. Bázisrepülőtere a Ferihegyi nemzetközi repülőtér volt.

## Története
1990. február 21-én alapították. Többségi tulajdonosa az egyébként főprofilként a repülőtéri üzemeltetéssel és kiszolgálással, valamint légi irányítással foglalkozó Légiforgalmi és Repülőtéri Igazgatóság (LRI) volt. A cég az alacsony forgalmú regionális járatok üzemeltetésére szakosodott. Elsősorban a Magyarországgal szomszédos országok nagyobb városaiba (Zágráb, Lviv, Munkács, Kassa) repültek. A cég 1997-ben részvénytársasággá alakult.

## Flotta
A légitársaság járatait Jak–40-es és L–410 utasszállító gépek repülték. Az Aviexpress 1994-től üzemeltette a HA-LRA lajstromjelű Jak–40E-t, amely 1990-ben került Csehszlovákiából az LRI-hez. 1996-ban a Jak–40-es továbbadták a LinAir-nek. volt. A gépet az Aveaexprtesstől esetenként a Malév is bérelte. Napjainkban az Aeroparkban van kiállítva.
Két Let L–410UVP–E gépet a Budapest Aircraft Services (BASe Airlines) légitársaság repült az Aviaexpress járatszámai alatt.